# Robert Müllerleile
Robert Müllerleile jun. (* 5. Mai 1903 in Lahr; † 1977) war ein deutscher Papierfabrikant.

## Werdegang
Müllerleile wurde als Sohn des Lahrer Papierfabrikanten Robert Müllerleile sen. geboren. Er wurde zum Schriftsetzer und Drucker ausgebildet und übernahm nach dem Tod seines Vaters im April 1942 die familieneigene Firma Robert Müllerleile, Papierverarbeitungswerk und Großdruckerei. Kurz vor Kriegsende wurde der Betrieb zerstört. In den ersten Jahren nach dem Krieg wurde in verschiedenen Notunterkünften weiterproduziert. Im Oktober 1952 zog das Unternehmen in ein an alter Stelle neu errichtetes Fabrikgebäude ein. Müllerleile leitete bis zu seinem Tod das Unternehmen.
Die berufsständischen Interessen vertrat er als Vizepräsident der Industrie- und Handelskammer Mittelbaden.

## Ehrungen
- 1968: Verdienstkreuz 1. Klasse der Bundesrepublik Deutschland